# 达斯堡
达斯堡是德国莱茵兰-普法尔茨州的一个市镇。总面积4.82平方公里，总人口226人，其中男性110人，女性116人（2011年12月31日），人口密度47人/平方公里。